# Michael DeLuise

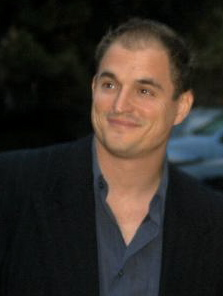
Michael DeLuise

Michael Robert DeLuise (* 4. August 1969 in Los Angeles, Kalifornien) ist ein US-amerikanischer Schauspieler und Regisseur.

## Leben
DeLuise entstammt einer Schauspielerfamilie: Sein Vater war der berühmte Schauspieler und Komiker Dom DeLuise, seine Mutter die Schauspielerin Carol Arthur, und auch seine Brüder Peter DeLuise und David DeLuise sind in Hollywood tätig. Seinen ersten Filmauftritt hatte DeLuise 1979 als Junge mit dem Fisch in Hot Stuff, einem Film seines Vaters. Bekannt wurde er ab 1990, nachdem er eine Rolle in der Erfolgsserie 21 Jump Street erhalten hatte, in der er Officer Joey Penhall, den jüngeren Bruder von Doug, dargestellt von seinem Bruder Peter, spielte. Größere Bekanntheit erlangte er durch seine Rollen in den Serien SeaQuest DSV (1994 bis 1996) sowie Gilmore Girls (2004 bis 2007).

## Filmografie (Auswahl)

### Filme
- 1979: Hot Stuff
- 1990: Sunset Beat – Die Undercover-Cops (Sunset Beat)
- 1992: Steinzeit Junior (Encino Man)
- 1992: Wayne’s World
- 1993: Der Mann ohne Gesicht (The Man Without a Face)
- 2007: Amok – He Was a Quiet Man (He Was a Quiet Man)
- 2009: Shift – Das Geheimnis der Inspiration (The Shift)

### Fernsehserien
- 1989–1991: 21 Jump Street – Tatort Klassenzimmer (21 Jump Street, 13 Episoden)
- 1993–2000: New York Cops – NYPD Blue (NYPD Blue, 12 Episoden)
- 1994–1996: SeaQuest DSV (34 Episoden)
- 1997–1998: Brooklyn South (22 Episoden)
- 2001: Stargate – Kommando SG-1 (Stargate SG-1, Episode Wurmloch Extrem)
- 2004: Lost (Episode Der Betrüger)
- 2004–2007: Gilmore Girls (13 Episoden)
- 2005–2006: CSI: NY (2 Episoden)
- 2013: New in Paradise (Bunheads, 1 Episode)

### Regie
- 1992: Stringer
- 1992: Baby Talk (Almost Pregnant)
- 1998: Traumpaar wider Willen (Between the sheets)